# Storm Reid
Storm Reid (Atlanta, 1º luglio 2003) è un'attrice statunitense.

## Biografia
Reid è nata il 1º luglio 2003 ad Atlanta, in Georgia, da Rodney e Robyn Simpson Reid. È più giovane di suo fratello Josh e di due sorelle, Iman e Paris. Fin dalla tenera età, Reid aspirava a diventare un'attrice e, quando aveva 9 anni, lei e la sua famiglia si trasferirono a Los Angeles perché potesse dedicarsi alla recitazione.

## Carriera
Reid ha iniziato la sua carriera di attrice professionista in giovane età, debuttando con il film A Cross To Bear nel 2012. Nel 2013, ha interpretato il ruolo di Emily nel film drammatico storico 12 anni schiavo, che ha ricevuto il plauso della critica. Nel 2016, ha recitato nel ruolo di Tina nel film drammatico di fantascienza Sleight, la sorella minore del protagonista del film. Il film è stato un successo ed è stato accolto in maniera molto positiva. Sempre nel 2016, ha recitato nel ruolo di Aki nel film Lea to the Rescue, che fa parte della serie di film American Girl.
Nel 2017, è apparsa come Patricia nel film commedia drammatico A Happening of Monumental Proportions, che è stato accolto negativamente dalla critica. Migliore accoglienza è stata il suo ruolo di Meg Murry in A Wrinkle in Time di Ava DuVernay, basato sull'omonimo romanzo. Nonostante il film sia emerso come una bomba al botteghino, la performance di Reid ha ottenuto il plauso della critica, con alcuni che hanno notato la sua interpretazione del personaggio come punto culminante del film. Scrivendo per The Hollywood Reporter, Josh Spiegel ha affermato che "Reid è una delle maggiori risorse del film in generale. Per il ruolo, ha ottenuto una nomination per il Teen Choice Award come Miglior attrice in un film fantasy e il NAACP Image Award per Migliore ruolo rivoluzionale in un film d'azione.
Nel 2019, Reid ha recitato nel ruolo di Lisa in due episodi dell'acclamata serie Netflix When They See Us, e ha iniziato a interpretare il ruolo principale di Gia Bennett, la sorella minore della protagonista della serie Rue, nella serie drammatica per adolescenti della HBO Euphoria. Nello stesso anno, ha doppiato Nia nella serie di Hulu The Bravest Knight, e ha recitato insieme a David Oyelowo nel film drammatico Don't Let Go nei panni di Ashley, l'ultimo dei quali ha ottenuto recensioni positive per lei e Oyelowo.
Nel 2020, Reid ha interpretato Sydney Lanier, la figlia di James Lanier, nel film horror di fantascienza The Invisible Man, che è stato un successo commerciale e ha ricevuto il plauso della critica. Nello stesso anno, è stata nominata per il BET YoungStars Award. Reid si è unito al cast del film di The Suicide Squad nel 2019, uscito poi nel 2021.
L'anno successivo, ha recitato al fianco di Colson Baker, Kevin Bacon e Travis Fimmel nel film d'azione One Way. Reid ha anche avuto un ruolo da protagonista nel film thriller Missing che è stato girato durante la pandemia di COVID-19 e nel film horror The Nun II. Nel 2023 ha interpretato Riley Abel nella serie della HBO The Last of Us.

## Vita privata
Nell'autunno del 2021, ha iniziato a frequentare la University of Southern California. Dal 2022 ha una relazione con Shedeur Sanders, figlio della star di football americano Deion Sanders.

## Filmografia

### Attrice

#### Cinema
- 12 anni schiavo (12 Years a Slave), regia di Steve McQueen (2013)
- White Water, regia di Rusty Cundieff (2015)
- The Summoning, regia di Charles Murray (2015)
- Sleight - Magia (Sleight), regia di J. D. Dillard (2016)
- Lea to the Rescue, regia di Nadia Tass (2016)
- Santa's Boot Camp, regia di Ken Feinberg (2016)
- A Happening of Monumental Proportions, regia di Judy Greer (2017)
- Nelle pieghe del tempo (A Wrinkle in Time), regia di Ava DuVernay (2018)
- Don't Let Go, regia di Jacob Estes (2019)
- L'uomo invisibile (The Invisible Man), regia di Leigh Whannell (2020)
- The Suicide Squad - Missione suicida (The Suicide Squad), regia di James Gunn (2021)
- One Way, regia di Andrew Baird (2022)
- Missing, regia di Will Merrick e Nick Johnson (2023)
- The Nun II, regia di Michael Chaves (2023)

#### Televisione
- A Cross to Bear, regia di Tandria Potts - film TV (2012)
- I Thunderman (The Thundermans) – serie TV, episodio 1x09 (2013)
- NCIS: Los Angeles – serie TV, episodio 5x22 (2014)
- Nicky, Ricky, Dicky & Dawn – serie TV, episodio 1x05 (2014)
- Chicago P.D. – serie TV, episodio 2x18 (2015)
- When They See Us – miniserie TV, 4 episodi (2019)
- Euphoria – serie TV, 13 episodi (2019-2022)
- The Last of Us – serie TV, episodio 1x07 (2023)

#### Videoclip
- Family Feud di Jay-Z e Beyoncé (2017)

### Doppiatrice
- The Bravest Knight - serie TV, 13 episodi (2019)
- La famiglia Proud: più forte e orgogliosa (The Proud Family: Louder and Prouder) - serie TV, episodio 2x10 (2023)

## Riconoscimenti
- Premi Emmy
  - 2023 – Miglior guest star in una serie drammatica per The Last of Us
- NAACP Image Award
  - 2019 – Candidatura al miglior ruolo rivoluzionario in un film d'azione
- Teen Choice Award
  - 2018 – Candidatura alla miglior attrice scelta per un film fantasy
- BET Awards
  - 2020 – Candidatura alla miglior attrice emergente

## Doppiatrici italiane
Nelle versioni in italiano delle opere in cui ha recitato, Storm Reid è stata doppiata da:
- Vittoria Bartolomei in NCIS: Los Angeles, Nelle pieghe del tempo, L'uomo invisibile, The Suicide Squad - Missione suicida, Missing, The Nun II
- Sara Labidi in Euphoria, The Last of Us